# Vararo
Vararo is een plaats (frazione) in de Italiaanse gemeente Cittiglio.